# Szilvássy Karola

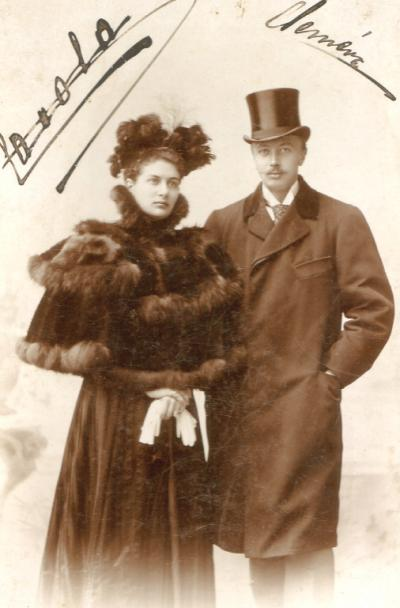
Férjével, báró Bornemisza Elemérrel

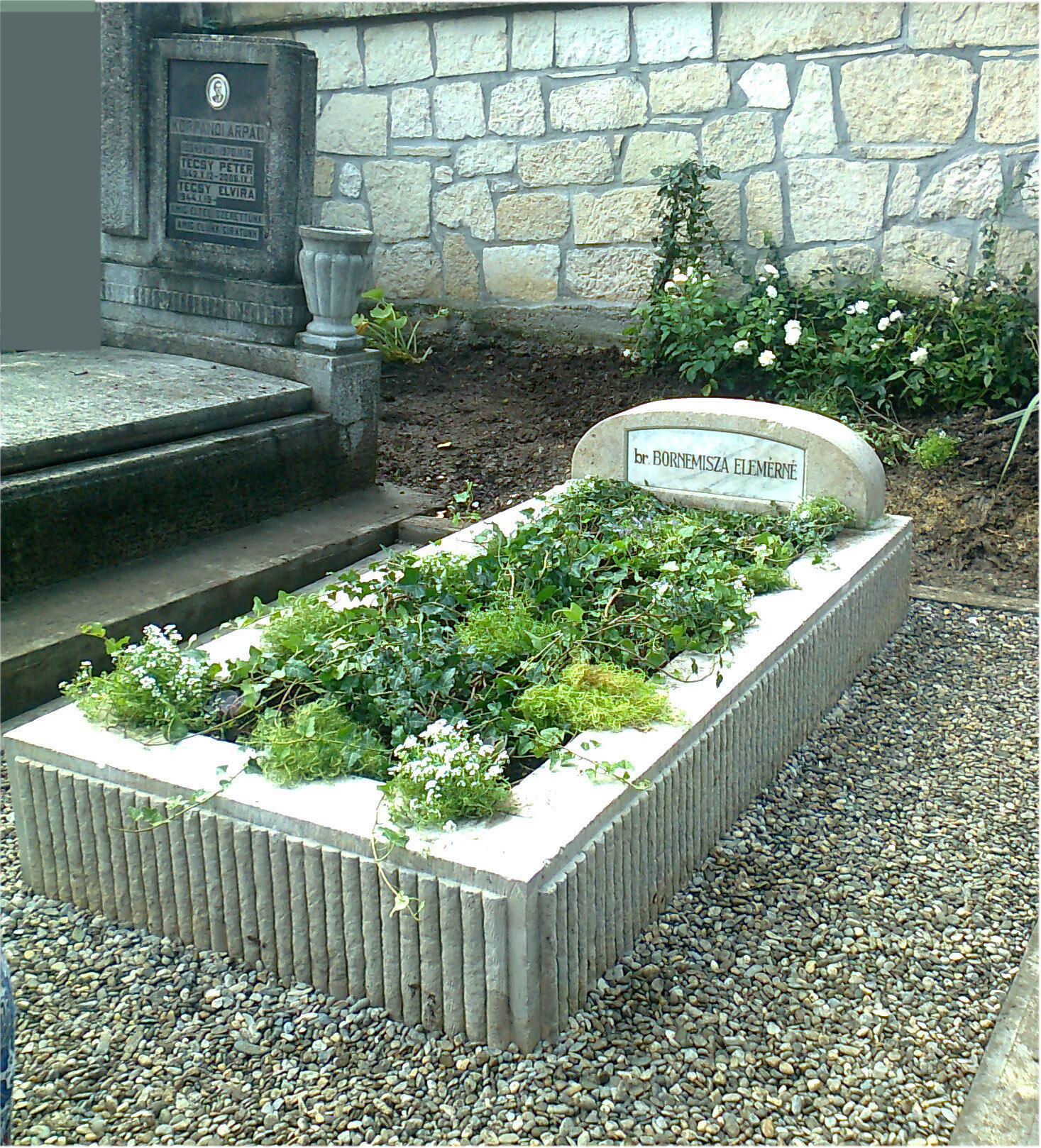
Sírja a Házsongárdi temetőben a Bánffy-kripta mellett

Kecsetfalvi és cseszelicei Szilvássy Karola vagy Szilvássy Carola (teljes nevén báró Bornemisza Elemérné Szilvássy Karola) (Hadrév, 1876. június 19. – Kolozsvár, 1948. május 26.) erdélyi arisztokrata, művészetpártoló, Bánffy Miklós múzsája.

## Élete
Édesapja Szilvássy Béla földbirtokos, édesanyja báró Wass Antónia. Szilvássy Karola Erdély-szerte ismert rendkívül művelt, feltűnő és sokszínű jelenség volt, nem volt tekintettel a régimódi szokásokra, modernül öltözködött és viselkedett. A kolozsvári Református Nőszövetség elnöke volt és a marosvásárhelyi Kemény Zsigmond Irodalmi Társaság tagja, az Erdélyi Helikon védasszonya, a marosvécsi találkozók elmaradhatatlan színfoltja. Szorgalmasan gyűjtötte a recepteket, amelyekből Marosi Ildikó 2009-ben könyvet szerkesztett.
Rendkívül szerteágazó tevékenységet folytatott. Amatőr színészként Ibsen Nórájában, a női főszerepet alakította. 1913-ban az Apacsnő szerelme című film főszereplője és egyik rendezője volt. Elsők között a repülést is kipróbálta. Az első világháború idején ápolónőként dolgozott. A két világháború között kivette részét az irodalom pártolásából, elkísérte az írókat irodalmi találkozóikra vidékre is, és felolvasott műveikből.
Bánffy Miklós író, politikus, rendező és Szilvássy Karola kölcsönösen szimpatizáltak egymással, de kapcsolatukból Bánffy apjának ellenállása miatt nem lett házasság, viszont barátságuk életük végéig megmaradt. Szilvássy Karola feleségül ment báró Bornemisza Elemérhez (1868–1938), de házasságuk nem volt boldog, hamarosan külön költöztek. Bánffy Miklós híres regényének, az Erdélyi történetnek főszereplőjét, Milóth Adrienne-t Karoláról mintázta.
Amikor 1948-ban meghalt, nagy részvéttel temették el a Házsongárdi temetőbe, sírján azonban sem születési, sem elhalálozási éve nem szerepel. Hagyatéka a kolozsvári Református Gyűjtőlevéltárban található.

## Könyvei
- Báró Bornemisza Elemérné Szilvássy Karola: Kipróbált receptek. Pallas-Akadémia, Csíkszereda, 2009 (Marosi Ildikó szerkesztésében)
- Báró Bornemissza Elemérné Szilvássy Carola: Kendőzelten feljegyzések Kolozsvárról. Szépmíves, 2019

## Emlékezete

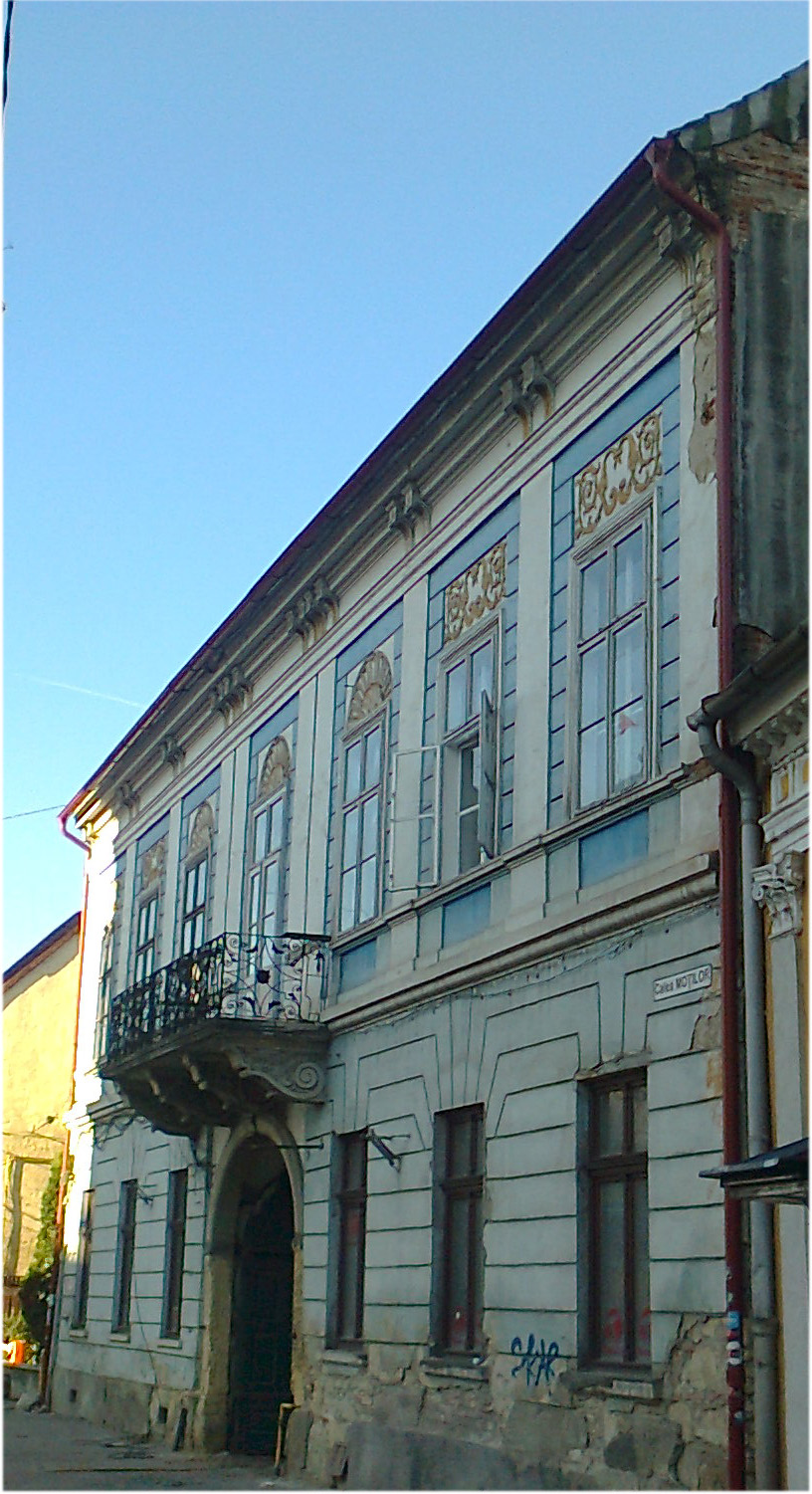
A Bornemisza–Szilvássy-ház a Monostori út elején (ma Mócok útja 4. sz.)

- 2014-ben a Kolozsvári Magyar Napok keretében kiállítás nyílt Szilvássy Karola életéről és társadalmi szerepvállalásáról.[3]
- Egyesületet neveztek el róla Carola Egyesület néven.[4][5]
- 2022-ben dokumentumfilm készült az életéről "A maga természete szerint és szabadon" címmel, melyet november 13-án mutattak be.[6]

„
»Vendégcsaládunk« felejthetetlen tagja volt keresztanyám, Bornemissza Karola. [...]

   Mikor 1912-ben Louis Blériot, a francia repülőgép-feltaláló Budapestre látogatott, odautazott, hogy szemtanúja legyen az első magyarországi repülésnek. Ott azután azt mondta férjének (Bornemisza Elemérnek), hogy szeretne felrepülni Blériot-val.

   A báró odament, hogy beszéljen Blériot-val. Blériot nem akart senkit se felvinni, nőt meg éppen nem. Nem akarta közvetlenül elutasítani az ajánlatot, így hát egy hatalmas, megfizethetetlennek tűnő összeget, 10000 aranykoronát kért a repülésért.

   A báró azt mondta, hogy nem szokott ilyen összeget magánál hordani, de ha Blériot vár egy fél órát, akkor elküldene valakit a bankjába. Blériot nem akarta elhinni, hogy fél órával később megkapta a kért összeget. Így történt, hogy keresztanyám lett a világon az első nő, aki repült. Abban az időben ez hatalmas lépés volt a női egyenjogúság elismerésére!”

– Óváry Zoltán